# Xylocopa truxali
Xylocopa truxali är en biart som beskrevs av Hurd och Jesus Santiago Moure 1963. Xylocopa truxali ingår i släktet snickarbin, och familjen långtungebin. Inga underarter finns listade i Catalogue of Life.